# Javier Negrete
Pour les articles homonymes, voir Negrete.
Œuvres principales
- Le Mythe d'Er
- Le Regard des furies
- Zémal, l'épée de feu

Javier Negrete, né en 1964 à Madrid, est un écrivain espagnol.
Jusqu'en 2007 il était professeur de grec à l'Instituto de Educación Secundaria Gabriel y Galán de Plasencia (Cáceres). Mais sa facette la plus connue est celle d'écrivain. Il a écrit des romans appartenant à différents genres littéraires, de la science-fiction à la fantasy, en passant par le roman érotique.

## Carrière
Javier Negrete commence sa carrière littéraire avec un court récit intitulé La luna quieta, qui paraît comme finaliste de la première anthologie du prix UPC de science-fiction en 1991. Il avait aussi présenté un autre récit intitulé  En el vientre de la ballena.
Sa deuxième œuvre publiée est Estado crepuscular, en 1992, lauréate du prix Ignotus en 1994 et du prix du meilleur récit de l'année par la maison d'édition Gilgamesh la même année.
Il continue avec la publication de Lux Aeterna, qui reçoit une mention spéciale à l'édition du prix UPC de 1995, et Nox Perpetua, publié en 1996, plus tourné vers l'aventure que ses récits antérieurs, dans la littérature d'aventures classique. 
En 1997 il publie Memoria de dragón, roman qui évolue dans le domaine de la littérature fantastique de jeunesse. La même année paraît son premier roman d'envergure, La Mirada de las furias, dans la collection Nova. Il s'agit d'une œuvre de science-fiction qui reçut le prix Ignotus. 
En 2000, il présente au prix UPC un autre de ses récits intitulé Buscador de sombras, qui se révèle gagnant.
En 2003 paraît Héroes de Kalanum, dans la maison d'édition Barco de Vapor, considéré par certains comme un roman pour la jeunesse, et par d'autres comme roman pour adultes.
La même année 2003 il présente au prix UPC son court roman El mito de Er, qui obtient le prix Ignotus. Il eut aussi un grand succès avec son roman La amada de los dioses, qui fut finaliste au prix La sonrisa vertical remis aux meilleures œuvres érotiques. 
Mais en 2003, il réalise un changement radical et fait montre de ses dons pour l'heroic fantasy. Il publie La espada de fuego, une histoire de fantasy qui tourne autour de Zemal, la légendaire épée de feu forgée par les dieux. Son actuel possesseur mort, la course commence pour s'emparer d'elle. Les plus grands maîtres épéistes, les tahedoràns, doivent s'affronter entre eux pour le prix final. Derguín Gorión, un jeune tahedorán, accompagné de ses puissants amis, entre en lutte pour l'épée. Face à lui, le plus redoutable des ennemis, Togul Barok, l'élu des dieux, l'homme aux pupilles doubles. 
Zémal, l'épée de feu fut un grand succès commercial et critique, même en France, où il eut beaucoup de succès. C'est en fait le premier roman écrit par Javier Negrete, alors qu'il avait 17 ans et qu'il envisageait de le publier sous le titre de La jauka de la buena suerte. Sans réponse des éditeurs, découragé, il l'avait caché dans un carton jusqu'à ce qu'il décide de le reprendre pour le réécrire complètement. 
Après Zémal, l'épée de feu, il publia un autre roman ancré dans le même monde de fantasy, Tramórea. El espíritu del mago partage la plupart de ses personnages principaux avec Zémal, l'épée de feu, mais l'histoire est selon la critique et le public beaucoup plus riche et élaborée. 
En 2006, Javier Negrete revient à la charge avec une œuvre qui obtint le premier prix aux prix Minotauro de fantasy. Señores del Olimpo reprend l'un des thèmes où Negrete s'est montré le meilleur, la mythologie grecque. Ce roman est l'histoire de l'affrontement entre Zeus et Typhon, un démon ailé. Le roman décrit l'Olympe des dieux grecs, et un monde où les dieux interviennent quotidiennement dans l'avenir des hommes. 
En mai 2007, il publie Alejandro Magno y las águilas de Roma, une uchronie dans laquelle Alexandre le Grand se lance à la conquête de l'Occident, contre les légions romaines. Cette œuvre marque une certaine transition vers le roman historique, genre auquel il a consacré son roman suivant, Salamina (mars 2008), dans lequel il narre les événements de la fameuse bataille de Salamine.

## Œuvres

### Chronique de Tramorée
1. Zémal - L'Épée de feu, L'Atalante, coll. « La Dentelle du cygne », 2005 ((es) La espada de fuego[1],[2], 2003), trad. Christophe Josse  (ISBN 978-2-84172-298-3)Réédition sous le titre Zémal, L'Atalante, coll. « La Petite Dentelle », 2021 (ISBN 979-10-360-0079-9)
2. Syfrõn - L'Esprit du mage, L'Atalante, coll. « La Dentelle du cygne », 2006 ((es) El espíritu del mago[3], 2005), trad. Christophe Josse  (ISBN 978-2841723478)Réédition en deux volumes sous les titres Syfrõn et Atagaïre, L'Atalante, coll. « La Petite Dentelle », 2021 (ISBN 979-10-360-0089-8 et 979-10-360-0090-4)
3. Yugaroï - La Nuit des dieux, L'Atalante, coll. « La Dentelle du cygne », 2011 ((es) El sueño de los dioses, 2010), trad. Christophe Josse  (ISBN 978-2-84172-561-8)Réédition sous le titre Yugaroï, L'Atalante, coll. « La Petite Dentelle », 2022 (ISBN 979-10-360-0097-3)
4. Agarta - Le Cœur de Tramorée, L'Atalante, coll. « La Dentelle du cygne », 2012 ((es) El corazón de Tramórea, 2011), trad. Christophe Josse  (ISBN 978-2-84172-621-9)Réédition sous le titre Agarta, L'Atalante, coll. « La Petite Dentelle », 2022 (ISBN 979-10-360-0107-9)
5. Pratès - Le Cœur de Tramorée II, L'Atalante, coll. « La Dentelle du cygne », 2013 ((es) El corazón de Tramórea, 2011), trad. Christophe Josse  (ISBN 978-2-84172-644-8)Réédition sous le titre Pratès, L'Atalante, coll. « La Petite Dentelle », 2022 (ISBN 979-10-360-0112-3)

Des livres-jeux situés dans l'univers de Tramorée sont parus en Espagne avec, en couverture, le nom de Javier Negrete. Mais les pages intérieures précisent qu'il n'en est pas l'auteur. La Caceria secreta, paru en 2013, a été écrit par Luis d'Estrées.

### Romans indépendants
- (es) La luna quieta, 1992Roman court publié dans l'anthologie Premio UPC 1991
- (es) Estado Crepuscular, 1993[5]
- (es) Nox perpetua, 1996Roman court
- (es) Lux Aeterna, 1996Roman court publié dans l'anthologie Premio UPC 1995
- Le Regard des furies, L'Atalante, coll. « La Dentelle du cygne », 2002 ((es) La mirada de las furias, 1997), trad. Christophe Josse  (ISBN 978-2841722068)
- (es) Buscador de sombras, 2001Roman court publié dans l'anthologie Premio UPC 2000
- Le Mythe d'Er ou Le Dernier Voyage d'Alexandre le Grand, L'Atalante, coll. « La Dentelle du cygne », 2003 ((es) El mito de Er, 2002), trad. Christophe Josse  (ISBN 978-2841722440)Roman court publié dans l'anthologie Premio UPC 2001
- (es) Amada de los dioses, 2003
- Seigneurs de l'Olympe, L'Atalante, coll. « La Dentelle du cygne », 2007 ((es) Señores del Olimpo, 2006), trad. Christophe Josse  (ISBN 978-2841723850)[6]
- Alexandre le Grand et les Aigles de Rome, L'Atalante, coll. « La Dentelle du cygne », 2009 ((es) Alejandro magno y las águilas de Roma, 2007), trad. Thomas Delooz  (ISBN 978-2841724352)[7],[8]
- (es) Salamina, 2008[9],[10]
- (es) Atlántida, 2010
- (es) La Zona, 2012
- (es) La hija del Nilo, 2012
- (es) El Espartano, 2017
- (es) Odisea, 2019
- (es) Los Idus De Enero, 2023

### Nouvelles
- (es) El extraño viaje del profesor Búdurflai, 1995
- (es) En el país de Oneiros, 1995
- (es) Evolución convergente, 1998
- (es) Malib, ciudad de la reina Samikir, 2005

### Récompenses
- 1991 : Prix UPC pour La luna quieta
- 1994 : Prix Ignotus pour Estado Crepuscular
- 1998 : Prix Ignotus pour La mirada de Las furias
- 2000 : Prix UPC pour Buscador de Sombras
- 2003 : Prix Ignotus pour El mito de Er
- 2004 : Prix Bob Morane pour Le mythe d'Er
- 2006 : Premio Minotauro pour Señores del Olimpo
- 2008 : Prix Celsius 232 (roman de science-fiction et de fantasy) de la Semana Negra de Gijón pourr Alexandre le Grand et les Aigles de Rome
- 2008 : Prix Européen Utopiales pourr Les Seigneurs de l'Olympe
- 2009 : Premio Espartaco (roman historique) de la Semana Negra de Gijón pour Salamine.